# 目白韋仁
目白韋仁（英語：メジロライアン，也譯：目白賴恩），是日本純種競賽馬匹。生涯活躍於中長途賽事，曾勝出1991年寶塚紀念。

## 出賽前
1987年4月11日出身於北海道伊達市目白牧場，所有權直接歸於牧場旗下。
其後交由美浦訓練中心練馬師奧平真治訓練。

## 競賽生涯

### 3歲（現2歲）
1989年7月9日出戰函館競馬場3歲新馬戰，縱然於比賽途中奮力追趕，但仍然以第二落敗。
其後出戰另一場3歲新馬戰，然而於其中僅獲得第六名。
10月29日骨膜炎康復後出戰3歲未勝利戰，仍然僅獲得第三名。
11月18日再度出戰3歲未勝利戰，終於於其中採取後上戰術下於直路反超，以1馬位優勢取首勝。
其後出戰兩場條件戰葉牡丹賞及柊樹賞，分別取得第五及第一的不俗戰績。

### 4歲（現3歲）
1990年以公開賽青年盃作爲年度首戰，於其中以優秀的末腳速度成功衝出，最終以頭位優勢再度取得勝利。
3月4日出戰彌生賞，比賽初段保持於中團靠後位置追走，於通過第三彎道後開始加速爬升，通過第四彎道時候經已處於第五的位置。進入直路後，其無視因天雨造成、較泥濘的內欄位置，於此處加速突擊並成功於最後200米超越一直領放的艾尼風神，後續繼續保持速度抵擋同爲後上馬的Tsurumaru Mimata O之追擊奪得首個分級賽冠軍。
4月15日出戰皋月賞，僅次於艾尼風神獲得第二人氣。比賽開始後，其因爲處於較外檔發走而未能積極搶佔位置，意思於隊伍最後方緩慢追走。比賽中段，其再度如同彌生賞時候一般展開長距離加速，於最後彎道時候成功進佔約莫第九左右的中團位置。然而於直路入口，其因爲受到其他馬匹的阻擋需要抽出大外檔加速，最終浪費腳程下一直無法迫近前方爭奪位置的白色大成及艾尼風神，以第三完賽。
其後出戰東京優駿（日本打吡），比賽初段選擇於中團靠後位置展開推進，和一早搶佔位置領放的艾尼風神形成對比。通過第三彎道後，其再度施展長距離加速的能力，一路爬升至到第六的位置。進入直路後，其雖然跑出全場第二快末腳速度，可惜仍然無法對前方領放的艾尼風神造成任何威脅，最終以1 1/4馬位差距落敗得第二。
入秋後其以10月的京都新聞盃作爲起動戰，於比賽途中採用居中戰術搭配外檔望空的加速，成功直路上超越前方所有對手，最終以破紀錄的2分12.3秒時間輕鬆獲得冠軍。
11月4日出戰菊花賞，由於皋月賞馬白色大成及打吡馬艾尼風神均因傷缺席，目白韋仁成功奪得第一人氣。比賽開始後，其並未急於搶佔位置，而是於中團大約第九的位置展開推進。進入直路後，其於所處位置以前方的目白麥昆作爲目標加速，可惜未能追上對手下更被後方跑出全場最快末腳的白石超越，最終再度獲得季軍。
12月23日出戰有馬紀念，將和一衆年長馬匹決戰。比賽開始後，前方由Osaichi George帶出形成慢放的局面，目白韋仁則一貫地處於中團左右的位置。進入直路後，一直處於前方的小栗帽乘機超越領放馬Osaichi George，而白石及目白韋仁兩匹3歲馬則以內外夾擊的形式和小栗帽形成三強對決。直路中段，內欄的白石漸漸因爲力弱而後退，此時局面變成了小栗帽及目白韋仁的纏鬥。縱然目白韋仁於直路上不斷加速，但仍然無法超越前方的小栗帽，最終以3/4馬位差距憾負。

### 5歲（現4歲）
1991年其以中山紀念作爲年度首戰，於其中受到對居中後上馬不利的慢步速下，其仍然可以於直路發揮優秀的衝刺力度，最終跑獲一席亞軍。
4月28日出戰春季天皇賞，比賽初段於內欄後方位置推進，然而於比賽途中再度遭遇較慢步速，於直路上無法加速衝出之下最終敗於目白麥昆、Mr.Adams及Osumi Shadai取得第四。
6月9日出戰因阪神競馬場裝修而移師京都競馬場舉行的寶塚紀念，僅落後於春季天皇賞冠軍目白麥昆取得第二人氣。比賽開始後，其仍然採取居中戰術於中團位置展開追走，然而於通過第一彎道時候經已表現出加速的慾望，而對於目白韋仁的此行爲，騎師橫山典弘未採取任何措施阻止，反而順應其的意願讓其加速，導致其於比賽中團經已佔據先頭位置。而通過被稱爲「淀之坂」的京都競馬場第三彎道時，其繼續保持加速的狀態不斷衝前，並以第一的姿態進入直路。進入直路後，縱然其之前經已不斷展開加速，但其仍有餘力保持速度，最終成功抵擋後方賽駒的追擊下以1 1/2馬位優勢取得首個一級賽冠軍。
贏得寶塚紀念後，其進入函館競馬場休養及調整，但於訓練途中右前腳出現肌腱炎症狀，因而於12月的有馬紀念才復出。然而其病痛尚未完全恢復之下狀態大打折扣，最終以第十二大敗。

### 6歲（現5歲）
1992年以美國賽馬會盃作爲年度首戰，然而於其中的表現毫無亮點，僅跑獲第六的戰績。
3月22日出戰日經賞，本次比賽再度採用居中戰術作爲開端，並於比賽途中不斷加速爬升，並於直路上成功克服內欄的大爛地加速速度，最終以拋離後方2 1/2馬位的姿態取得10個月以來的勝利。
贏得日經賞後其肌腱炎復發而進入休養，原定於秋季天皇賞復出，但陣營見其恢復程度未如理想下決定安排其退役，並於10月25日在東京競馬場舉行退役儀式。

### 詳細賽績
| 日期       | 舉辦國家 | 馬場 | 距離   | 級別 | 賽事名稱     | 負重 | 騎師     | 馬號 | 出馬 | 名次 | 時間   | 頭馬（二馬）           |
| ---------- | -------- | ---- | ------ | ---- | ------------ | ---- | -------- | ---- | ---- | ---- | ------ | ---------------------- |
| 9/7/1989   | 日本     | 函館 | 草1200 |      | 3歲新馬      | 53   | 柏崎正次 | 3    | 6    | 2    | 1:12.4 | San M.Grundy           |
| 22/7/1989  | 日本     | 函館 | 草1200 |      | 3歲新馬      | 53   | 柏崎正次 | 6    | 8    | 6    | 1:12.5 | Makihata Big           |
| 29/10/1989 | 日本     | 京都 | 草1400 |      | 3歲未勝利    | 52   | 横山典弘 | 3    | 11   | 3    | 1:24.9 | North Hill O           |
| 18/11/1989 | 日本     | 東京 | 草1600 |      | 3歲未勝利    | 53   | 横山典弘 | 2    | 8    | 1    | 1:37.5 | （Daiwa Huston）       |
| 3/12/1989  | 日本     | 中山 | 草2000 |      | 葉牡丹賞     | 54   | 安田富男 | 3    | 11   | 5    | 2:03.2 | Premier                |
| 23/12/1989 | 日本     | 中山 | 草1600 |      | 柊樹賞       | 54   | 横山典弘 | 2    | 15   | 1    | 1:35.4 | （Tomoe Joyner）       |
| 20/1/1990  | 日本     | 中山 | 草2000 | OP   | 青年盃       | 55   | 横山典弘 | 6    | 9    | 1    | 2:04.6 | （Premier）            |
| 4/3/1990   | 日本     | 中山 | 草2000 | GII  | 彌生賞       | 55   | 横山典弘 | 14   | 14   | 1    | 2:05.4 | （Tsurumaru Mimata O） |
| 15/4/1990  | 日本     | 中山 | 草2000 | GI   | 皋月賞       | 57   | 横山典弘 | 13   | 18   | 3    | 2:02.5 | 白色大成               |
| 27/5/1990  | 日本     | 東京 | 草2400 | GI   | 東京優駿     | 57   | 横山典弘 | 6    | 22   | 2    | 2:25.5 | 艾尼風神               |
| 14/10/1990 | 日本     | 京都 | 草2200 | GII  | 京都新聞盃   | 57   | 横山典弘 | 11   | 15   | 1    | 2:12.3 | （Global Ace）         |
| 4/11/1990  | 日本     | 京都 | 草3000 | GI   | 菊花賞       | 57   | 横山典弘 | 18   | 17   | 3    | 3:06.6 | 目白麥昆               |
| 23/12/1990 | 日本     | 中山 | 草2500 | GI   | 有馬紀念     | 55   | 横山典弘 | 5    | 16   | 2    | 2:34.3 | 小栗帽                 |
| 10/3/1991  | 日本     | 中山 | 草1800 | GII  | 中山紀念     | 57   | 横山典弘 | 9    | 11   | 2    | 1:47.9 | Yukino Sunrise         |
| 28/4/1991  | 日本     | 京都 | 草3200 | GI   | 春季天皇賞   | 58   | 横山典弘 | 1    | 18   | 4    | 3:19.3 | 目白麥昆               |
| 9/6/1991   | 日本     | 京都 | 草2200 | GI   | 寶塚紀念     | 56   | 横山典弘 | 1    | 10   | 1    | 2:13.6 | （目白麥昆）           |
| 22/12/1991 | 日本     | 中山 | 草2500 | GI   | 有馬紀念     | 57   | 横山典弘 | 15   | 15   | 12   | 2:32.0 | Dai Yusaku             |
| 26/1/1992  | 日本     | 中山 | 草2200 | GII  | 美國賽馬會盃 | 59   | 的場均   | 7    | 11   | 6    | 2:13.6 | Tosho Falco            |
| 22/3/1992  | 日本     | 中山 | 草2500 | GII  | 日經賞       | 59   | 横山典弘 | 9    | 11   | 1    | 2:38.3 | （加勒比歌）           |

## 退役後
退役後，目白韋仁成爲了配種馬，於北海道靜內町（今新日高町）Arrow Stud休養，在1993年進行配種，首批子嗣於1994年出生。首批子嗣可於1996年出賽。12月1日，目白多伯於阪神三歲牝馬錦標取勝，成爲首匹勝出分級賽及一級賽的目白韋仁子嗣。
2007年因配種能力轉趨低下，於配種季過後由配種馬退役，返回出身地北海道伊達市目白牧場進行養老生活。
2011年因目白牧場關閉，其被轉移至到北海道洞爺湖町Lake Villa牧場繼續養老。
2016年3月17日，其因爲衰老以29歲高齡死亡。

### 主要子嗣

#### 一級賽優勝子嗣
粗體字為一級賽
1994年生
- 目白光明（短波電台盃三歲錦標、共同通信盃四歲錦標、長途馬錦標、美國賽馬會盃、阪神大賞典、春季天皇賞、日經新春盃）
- 目白多伯（阪神三歲牝馬錦標、優駿牝馬、產經賞、秋華賞、府中牝馬錦標、兩次女皇伊利沙伯二世盃）

#### 分級賽優勝子嗣
1994年生
- Air Guts（短波電台賞）

1996年生
- Mejiro Ronzan（東京跳欄賽、東京秋季跳欄賽）

1997年生
- Win Blaze（兜山紀念、福島紀念、鳴尾紀念）
- Toho Dream（產經大阪盃）

2000年生
- Tamamo Rich（純種馬挑戰盃）

2001年生
- Mejiro Basinger（新潟跳欄錦標）

2002年生
- Skip Jack（京王盃兩歲錦標）

2005年生
- Let's Go Kirishima（關屋紀念）

## 血統簡介
父系Amber Shadai爲日本賽駒，生涯戰績彪炳尤其活躍於長途賽事，曾勝出有馬紀念及春季天皇賞。祖父北方風味爲加拿大賽駒，於當地有不俗的戰績，退役後被社台集團引進日本作爲配種馬使用，於週日寧靜引入前一度爲日本最成功的種馬，於與當時象徵牧場的巴索隆齊名。
母系Mejiro Chaser爲日本賽駒，生涯戰績不佳僅勝出三場賽事。Mejiro Samman亦爲日本賽駒，生涯戰績不俗尤其活躍於長途賽事，曾勝出目黑紀念及長途馬錦標。

### 血統表
| 父線：北方風味系（北地舞人系）                                            |                              |                 |                  |
| 種馬 Amber Shadai 1977年（棗色）                                          | 北方風味 1971年（栗色）      | 北地舞人        | 新北區           |
| 種馬 Amber Shadai 1977年（棗色）                                          | 北方風味 1971年（栗色）      | 北地舞人        | Natalma          |
| 種馬 Amber Shadai 1977年（棗色）                                          | 北方風味 1971年（栗色）      | Lady Victoria   | Victoria Park    |
| 種馬 Amber Shadai 1977年（棗色）                                          | 北方風味 1971年（栗色）      | Lady Victoria   | Lady Angela      |
| 種馬 Amber Shadai 1977年（棗色）                                          | Clear Amber 1967年（深棗色） | Ambiopoise      | Ambiorix         |
| 種馬 Amber Shadai 1977年（棗色）                                          | Clear Amber 1967年（深棗色） | Ambiopoise      | Bull Poise       |
| 種馬 Amber Shadai 1977年（棗色）                                          | Clear Amber 1967年（深棗色） | One Clear Call  | Gallant Man      |
| 種馬 Amber Shadai 1977年（棗色）                                          | Clear Amber 1967年（深棗色） | One Clear Call  | Europa           |
| 繁殖雌馬 Mejiro Chaser 1977年（棗色）                                     | Mejiro Samman 1963年（棗色） | Charlottesville | Prince Chevalier |
| 繁殖雌馬 Mejiro Chaser 1977年（棗色）                                     | Mejiro Samman 1963年（棗色） | Charlottesville | Noorani          |
| 繁殖雌馬 Mejiro Chaser 1977年（棗色）                                     | Mejiro Samman 1963年（棗色） | Paradisea       | Aureole          |
| 繁殖雌馬 Mejiro Chaser 1977年（棗色）                                     | Mejiro Samman 1963年（棗色） | Paradisea       | Chenille         |
| 繁殖雌馬 Mejiro Chaser 1977年（棗色）                                     | Cheryl 1971年（棗色）        | Snob            | Mourne           |
| 繁殖雌馬 Mejiro Chaser 1977年（棗色）                                     | Cheryl 1971年（棗色）        | Snob            | Senones          |
| 繁殖雌馬 Mejiro Chaser 1977年（棗色）                                     | Cheryl 1971年（棗色）        | Chanel          | Pan              |
| 繁殖雌馬 Mejiro Chaser 1977年（棗色）                                     | Cheryl 1971年（棗色）        | Chanel          | Barley Corn      |
| 雌系：號族：8-c                                                           |                              |                 |                  |
| 五代內近親交配：Lady Angela 5×4、Hyperion 5×5×5、Bull Lea 5×5、Nearco 5×5 |                              |                 |                  |

## 命名由來
名字中，Mejiro（メジロ）是馬主目白牧場冠名，亦即其牧場名字，Ryan（ライアン）就是目白牧場按照當年命名規例，以美國著名棒球選手諾蘭·萊恩之名字命名，香港則採用音譯，翻譯為「韋仁」，亦有諸如「韋恩」、「賴恩」及「萊恩」等翻譯。

## 外部連結
- 目白韋仁 netkeiba.com （页面存档备份，存于）
- 血統表 （页面存档备份，存于）